# Julio Castillo (calciatore uruguaiano)
Julio Castillo (fl. XX secolo) è stato un calciatore uruguaiano, di ruolo centrocampista.

## Carriera

### Club
Giocò tutta la carriera nel campionato uruguaiano.

### Nazionale
Con la maglia della Nazionale ha collezionato 2 presenze.